# Tit Quinti Flaminí (ambaixador)
Tit Quinti Flaminí (en llatí: Titus Quinctius Flamininus) va ser un polític romà. Formava part de la família dels Flaminí, una branca de l'antiga gens Quíntia, originària d'Alba Longa.
Era fill del cònsol Tit Quinti Flaminí. En honor del seu pare, que havia mort poc abans, va organitzar uns esplèndids jocs de gladiadors que van durar quatre dies, l'any 174 aC. L'any 167 aC va ser un dels tres ambaixadors que va retornar els ostatges a Tràcia dels quals el rei Cotis III havia demanat pagar el rescat. El mateix any va ser elegit àugur al lloc del difunt Gai Claudi Pulcre.
Segurament és la mateixa persona que Tit Quinti Flaminí (cònsol 150 aC).